# Глизе 3779
Глизе 3779 (англ. Gliese 3779) — одиночная звезда в созвездии Волос Вероники на расстоянии приблизительно 45 световых лет (около 13,8 парсек) от Солнца. Видимая звёздная величина звезды — +12,84m. Возраст звезды определён как около 5 млрд лет.
Вокруг звезды обращается, как минимум, одна планета.

## Характеристики
Глизе 3779 — красный карлик спектрального класса M4V, или M4. Масса — около 0,27 солнечной, радиус — около 0,281 солнечного, светимость — около 0,004 солнечной. Эффективная температура — около 3122 K.

## Планетная система
В 2018 году группой астрономов, работающих в рамках программы SuperWASP, было объявлено об открытии планеты GJ 3779 b.